# Osmany Laffita
Osmany Laffita rodným jménem Osmany Rodriguez Laffita (* 3. října 1965 Havana) je kubánský módní návrhář žijící a působící v Česku. Se svým manželem bydlí v bývalé hvězdárně v lese nad Nižborem. 

## Biografie

### Původ
Narodil se jako nejmladší, čtvrté dítě. Měl dva bratry a jednu sestru. O rok starší bratr zahynul při dopravní nehodě.
Jeho matka Candita Laffitová žila na venkovské farmě, přičemž vzdělání bylo výsadou bílých lidí. Za dob vlády Fulgencia Batisty, a tedy buržoazních rodin v Havaně, přišla jako náctiletá do domu doktorky Anny Grauové (pocházela z rodu bývalého kubánského prezidenta Ramóna Graua). Anna se tak o Canditu  starala a pomohla jí vyrůst v madam (jak popisuje Osmany ve své knize Svlečený). Protože bylo zvykem v prominentních rodinách sjednávat sňatky, Anna Canditě našla právníka z bohaté rodiny. Candita jej však odmítla, protože v té době byla již zamilovaná do Osmanyho otce. 
Osmanyho otec Carlo Laffita patřil k legendárním Castrovým revolučním partyzánům a potkal se s Canditou, když studoval na Havanské univerzitě.
Canditu používali Castrovi lidé jako spojku, za Batistova režimu policie dobře oblečené dámy totiž nekontrolovala. Později se proti počínání Candity postavila právě Anna Grauová a označila ji za kolaborantku. Annin manžel pomohl Canditě přejít na stranu revoluce, Candita se tak dostala k partyzánům a po úspěšné komunistické revoluci se přidala ke skupině Raúla Castra, přičemž otec Osmanyho zůstal po boku Fidela Castra. 
Carlo Laffita byl manželce nevěrný, věděla o tom, ale až když bylo Osmanymu přibližně deset let, došla Canditě trpělivost a svého muže vyhodila z domu (mohla si to dovolit, protože dům patřil jí). Osmany si však i přes otcovy nevěry do života nese poselství "Rodina, kterou si dobrovolně vybereme, kterou milujeme, je svátost. Musí držet pohromadě. Stůj co stůj."  A dokládá to na svém dlouholetém partnerském vztahu s Belgičanem Guyem Pascalem Gheysensem, se kterým v roce 2014 uzavřel sňatek v belgickém Gentu.
Jeho tetou byla zpěvačka kubánské lidové hudby Celina González.

### Dětství
Narodil se v 8 hodin ráno jako pětikilové dítě, běžnou cestou. Byl přidušený, a tak musel zůstat v nemocnici na dýchacích přístrojích ještě celý měsíc. Osmany udává, že od té doby se datují jeho další zdravotní problémy se srdcem, které měl po celé dětství, pročež podstoupil katetrizaci. Kromě toho měl i žloutenku; také mu selhaly ledviny.
V dětství se o něj staraly chůvy, Osmany uvádí jméno Maria, ale bylo jich pravděpodobně více, zejména když Osmanyho matka musela služebně do Angoly.
Osmanyho dětství se pojí také se šikanou, zejména ve škole. Kromě dětí, se kterými si nesedl, má z tohoto období i několik přítelkyň, se kterými je v kontaktu do dneška, Mabel, Thereza a Nancy. Osmany ve své knize Svlečený také uvedl, že byl znásilněn cizím mužem, když se koupal v moři. Byl však malý a bál se to někomu říct, na Kubě za homosexualitu hrozilo pětileté vězení.
Osmany byl výtvarně zaměřené dítě. Jako malý dostával od matky papír a tužky, uměl malovat třeba Che Guevaru. Uvádí, že malovával často i "Viva Cuba libre". Miloval modrou barvu.

### Studium
Protože v dětství často býval nemocný a tak často navštěvoval nemocnici, chtěl studovat medicínu. Máma však byla proti, že její syn nerad studuje. Také chtěl jít na balet, ale když doma zkoušel baletní pozice, uviděl to Osmanyho otec, zbil jej a vynadal do „budezantů“. Takže ani to nepřipadalo v úvahu.
Po střední škole tak udělal přijímačky na vysokou pedagogickou školu, na kterou se hlásily i Osmanyho kamarádky. Opět však zasáhla matka, že by z něj dobrý učitel nebyl. Matka mu tedy dopomohla na školu pro diplomatické služby a státní správu, ze které ho ale po třech měsících vyhodili. Oficiálně proto, že neměl nutné předpoklady, neoficiálně proto, že byl gay.
Vystudoval malbu na umělecké akademii San Alejandro v Havaně, na které získal titul akademického malíře. 
Po vystudování akademie začal pracovat jako redaktor kubánského ženského magazínu na pozici módního redaktora, kde dal vzniknout kreslené postavičce „cuquita“, kterou oblékal do různých trendy outfitů.

### Československo
V roce 1986 musela Osmanyho matka vycestovat do Angoly, coby vojenská šarže pověřená k tajným úkolům. V té době už znala orientaci svého syna a měla obavu jej nechat na Kubě bez dozoru, a tak mu zajistila studijní stipendium v Evropě. Původně měl Osmany studovat hudbu v Moskvě, nakonec kvůli nedostatku míst přiletěl do Prahy na konzervatoř. Studium jej však nebavilo, tak byl přeřazen do pracovní skupiny a pracoval v továrně na pneumatiky Mitas Praha, později v Otrokovicích v továrně na boty Svit, a následně se vrátil do továrny na pneumatiky, tentokrát však v Otrokovicích. 
V té době poznal Mirka (pracoval jako model pro modelingovou agenturu Czechoslovak Models), který Osmanymu pomohl zůstat v Československu. V roce 1989, v době revoluce, Osmany promeškal let studentů ze studijního pobytu zpět na Kubu. Jak Osmany uvádí ve své knize, spal týden na lavičce v parku, než za pomoci Mirka požádal Občanské fórum o pomoc, aby mohl ze studentského pasu získat turistický pas. 
Následně odletěl na Kubu, ale vrátil se zpět. 

### Osmanyho partnerský život
Při studiu malířství na akademii na Kubě se zamiloval do svého učitele malby Luise, který však střídal partnery. Podobné to bylo s modelem Mirkem, kterého poznal v Praze. Až ve svých osmadvaceti letech poznal v klubu "Mercury", který se nacházel nedaleko náměstí Jiřího z Poděbrad, šestadvacetiletého Guye Pasquale Gheysense.
Tento Belgičan je od té doby jeho dlouholetým přítelem. Účinkoval v pořadu Popelka na TV Barrandov. Se svým partnerem se účastnili reality show Výměna manželek na TV Nova.

### Značka Osmany Laffita
Zpočátku Osmany pracoval ve skladu kosmetiky pro herečku Janu Nagyovou, která vlastnila zastoupení slavných kosmetických značek a dodávala parfémy do řady obchodů; později se měl stát ředitelem parfumerie Arabela. Nicméně v té době otevírala značka Versace v Praze svůj první butik a Osmany se na popud Guye stal jeho ředitelem. Následoval přesun do podniku Kenza, ve kterém usilovali o novou image, a tak dostal Osmany šanci postavit celý nový koncept. Vznikla značka Taiza by Osmany Laffita. V té době oblékal Dagmar Havlovou, otevíral butiky v Cannes, v Paříži i v New Yorku. Po čase se společnost rozhodla proměnit svůj styl ve sportovnější. Osmany s tím nesouhlasil a ze společnosti odešel. Rozhodl se založit svou vlastní značku Osmany Laffita, kterou si chtěl nechat zaregistrovat, avšak již byla zaregistrovaná právě lidmi od značky Taiza. Došlo k soudnímu sporu, který Osmany vyhrál.
V roce 1999 začal pracovat jako módní návrhář na volné noze.

### Zajímavosti
Je uveden v Who is Who 21. století za své zásluhy v české módě. Své kolekce předvádí v New Yorku, Paříži, Miami a mnoha dalších městech.